# Leichtathletik-Juniorenasienmeisterschaften 2020
Die 19. Leichtathletik-Juniorenasienmeisterschaften sollten vom 14. bis zum 17. Mai 2020 zum dritten Mal in der thailändischen Hauptstadt Bangkok stattfinden, wurden aber wegen der COVID-19-Pandemie am 10. März 2020 abgesagt.